# Parlamentswahlen in Singapur 2001
- WP: 1
- SDA: 1
- PAP: 82

Die Parlamentswahlen in Singapur 2001 wurden am 3. November abgehalten. Die herrschende People’s Action Party (PAP) gewann dabei 82 der 84 Sitze im singapurischen Parlament.

## Hintergrund
Der Führer der herrschenden PAP und Premierminister Goh Chok Tong plante anfangs, die Wahl 2002 abzuhalten, zog sie dann aber aufgrund der heftigsten Wirtschaftskrise seit der Unabhängigkeit Singapurs, ausgelöst durch die Terroranschläge am 11. September 2001, in den November vor.
Zum ersten Mal seit 1963 stellten sich mehrere Oppositionsparteien in einem festen Bündnis zur Wahl. Die aus vier Parteien bestehende Singapore Democratic Alliance (SDA), bestehend aus der führenden Singapore People’s Party (SPP), der National Solidarity Party (NSP), der Pertubuhan Kebangsaan Melayu Singapura (PKMS) und der Singapore Justice Party (SJP), wurde von Chiam See Tong angeführt. Die SDA stellte die meisten Kandidaten in der Wahl auf, wobei die NSP den Hauptteil von neun Kandidaten, die SPP vier und die PKMS einen erforderlichen Minderheitskandidaten stellte.
Das ehemalige Kongressmitglied der Workers’ Party (WP) Joshua Benjamin Jeyaretnam, der seinen Sitz verloren hatte, nachdem er in Folge eines Rechtsstreites mit Anführern der PAP für bankrott erklärt worden war, zog sich aus seiner Partei unter Berufung auf Unstimmigkeiten mit der Parteiführung zurück.

## Ergebnis
Die PAP erzielte einen Erdrutschsieg und ihr bestes Ergebnis seit 1980. Es war das letzte Mal, dass Goh Chok Tong die Partei in allgemeine Wahlen führte.